# Koweït Sporting Club
Pour les articles homonymes, voir Koweït (homonymie).
Maillots
Actualités
Le Koweït Sporting Club (en arabe : نادي الكويت الرياضي), plus couramment abrégé en Koweït SC, est un club koweïtien de football fondé en 1960 et basé à Kaifan, quartier de Koweït City, la capitale du pays.
Étant l'un des clubs les plus prestigieux du pays avec Al Qadisiya et Al Arabi, l'équipe est entraînée depuis 2023 par le Serbe Boris Bunjak.

## Palmarès
| Compétitions nationales | Compétitions internationales |
| --- | --- |
| - Championnat du Koweït (20) - Champion : 1965, 1968, 1972, 1974, 1977, 1979, 2000-01, 2005-06, 2006-07, 2007-08, 2012-13, 2014-15, 2016-17, 2017-18, 2018-19, 2019-20, 2021-22, 2022-23, 2023-24, 2024-25 - Vice-champion : 1984-85, 1987-88, 2005, 2009-10, 2010-11, 2011-12, 2013-14 - Coupe de l'Émir du Koweït (16) - Vainqueur : 1976, 1977, 1978, 1980, 1985, 1987, 1988, 2002, 2009, 2014, 2016, 2017, 2018, 2019, 2020, 2023 - Finaliste : 1963, 1969, 1971, 1975, 1981, 1982, 2004, 2010, 2011, 2020 - Coupe Crown Prince du Koweït (9) - Vainqueur : 1994, 2003, 2008, 2010, 2011, 2017, 2019, 2020, 2021 - Finaliste : 2002, 2004, 2005, 2006, 2009, 2015, 2016, 2018, 2022 - Coupe de la Fédération du Koweït (5) - Vainqueur : 1978, 1992, 2010, 2012, 2015 - Finaliste : 2008, 2016. - Supercoupe du Koweït (6) - Vainqueur : 2010, 2015, 2016, 2017, 2020, 2022 - Finaliste : 2008, 2009, 2013, 2014, 2018, 2019, 2020 | - Coupe de l'AFC (3) - Vainqueur : 2009, 2012, 2013 - Finaliste : 2011 - Coupe arabe des clubs champions - Finaliste : 2003 - Coupe arabe des vainqueurs de coupe - Finaliste : 1989 |
| - Championnat du Koweït (20) - Champion : 1965, 1968, 1972, 1974, 1977, 1979, 2000-01, 2005-06, 2006-07, 2007-08, 2012-13, 2014-15, 2016-17, 2017-18, 2018-19, 2019-20, 2021-22, 2022-23, 2023-24, 2024-25 - Vice-champion : 1984-85, 1987-88, 2005, 2009-10, 2010-11, 2011-12, 2013-14 - Coupe de l'Émir du Koweït (16) - Vainqueur : 1976, 1977, 1978, 1980, 1985, 1987, 1988, 2002, 2009, 2014, 2016, 2017, 2018, 2019, 2020, 2023 - Finaliste : 1963, 1969, 1971, 1975, 1981, 1982, 2004, 2010, 2011, 2020 - Coupe Crown Prince du Koweït (9) - Vainqueur : 1994, 2003, 2008, 2010, 2011, 2017, 2019, 2020, 2021 - Finaliste : 2002, 2004, 2005, 2006, 2009, 2015, 2016, 2018, 2022 - Coupe de la Fédération du Koweït (5) - Vainqueur : 1978, 1992, 2010, 2012, 2015 - Finaliste : 2008, 2016. - Supercoupe du Koweït (6) - Vainqueur : 2010, 2015, 2016, 2017, 2020, 2022 - Finaliste : 2008, 2009, 2013, 2014, 2018, 2019, 2020 | Compétitions amicales |
| - Championnat du Koweït (20) - Champion : 1965, 1968, 1972, 1974, 1977, 1979, 2000-01, 2005-06, 2006-07, 2007-08, 2012-13, 2014-15, 2016-17, 2017-18, 2018-19, 2019-20, 2021-22, 2022-23, 2023-24, 2024-25 - Vice-champion : 1984-85, 1987-88, 2005, 2009-10, 2010-11, 2011-12, 2013-14 - Coupe de l'Émir du Koweït (16) - Vainqueur : 1976, 1977, 1978, 1980, 1985, 1987, 1988, 2002, 2009, 2014, 2016, 2017, 2018, 2019, 2020, 2023 - Finaliste : 1963, 1969, 1971, 1975, 1981, 1982, 2004, 2010, 2011, 2020 - Coupe Crown Prince du Koweït (9) - Vainqueur : 1994, 2003, 2008, 2010, 2011, 2017, 2019, 2020, 2021 - Finaliste : 2002, 2004, 2005, 2006, 2009, 2015, 2016, 2018, 2022 - Coupe de la Fédération du Koweït (5) - Vainqueur : 1978, 1992, 2010, 2012, 2015 - Finaliste : 2008, 2016. - Supercoupe du Koweït (6) - Vainqueur : 2010, 2015, 2016, 2017, 2020, 2022 - Finaliste : 2008, 2009, 2013, 2014, 2018, 2019, 2020 | - Ligue commune Koweïtienne (2) - Vainqueur : 1977, 1989 - Coupe du Kurafi (1) - Vainqueur : 2005                                                                                    |

## Personnalités du club

### Présidents du club
| - Mohamed Al Khaled Al Zayed (1961 - 1963) - Fahad Al Marzoq (1963 - 1965) - Khidair Al Mashaan (1965 - 1972) - Moubarak Al Asfour (1972 - 1974) - Khidair Al Mashaan (1974 - 1981) - Ali Thounyan Al Ghanim (1981 - 1992) - Ghassan Al Nesf (1992 - 1994) |  | - Mohammed Al Sager (1994 - 2000) - Jassim Al Mahri (2000 - 2002) - Issam Al Sager (2002) - Youssouf Al Mounaïs (2002) - Marzouq Al Ghanim (2002 - 2008) - Abdulaziz Al Marzouq (2008 - 2018) - Khalid Al Ghanim (2018 - ) |

### Entraîneurs du club
| - Allan Jones (1987 - 1989) - John Cartwright (1989 - 1996) - Oleh Bazilevitch (1996) - Slobodan Pavković (1996 - 1997) - Rainer Bonhof (2001 - 2002) - Ján Pivarník (2002 - 2003) - Saleh Zakaria (2003) - Giba (2003 - 2004) - Saleh Zakaria (2004) - Mohamed Abdullah (2004 - 2005) - Theo Bücker (2005) |  | - Rodion Gačanin (2005 - 2006) - Mohamed Abdullah (2006) - Willem Leushuis (2006 - 2007) - Mohamed Abdullah (2007) - Rodion Gačanin (2007 - 2008) - Radmilo Ivančević (2008) - Laurent Banide (2008 - 2009) - Néstor Clausen (2009) - Mohamed Abdullah (2009 - 2010) - Arthur Bernardes (2010) - Mohamed Abdullah (2010) |  | - José Romão (2010 - 2011) - Dragan Talajić (2011 - 2012) - Marin Ion (2012 - 2014) - Aziz Hamada (2014) - Mohammed Ebrahim Hajeyah (2014 - 2016) - Laurent Banide (2016 - 2017) - Abdullah Abu Zema (2017 - 2018) - Mohamed Abdullah (2018 -) |

### Anciens joueurs du club
| - Abdul-Aziz Al-Anbari - Saad Al-Houti - Waleed Al-Jasem - Ahmad Al-Tarabulsi - Skander Sophan - André Macanga |  | - Mohamed Armoumen - Jason Mbokang - Dalil Annanah - Axelak Touroujouvic - Kader Omeyade - Frank De Tall |